# ماستیف اسپانیایی
ماستیف اسپانیایی (به انگلیسی: Spanish Mastiff)، نام یکی از نژادهای سگ است که خاستگاه آن به اسپانیا بازمی‌گردد. این نژاد در حالت بالغ به‌طور میانگین ۷۰–۱۰۰ پوند (۳۲–۴۵ کیلوگرم) وزن دارد. قد جنس نر ماستیف اسپانیایی ۸۰ سانتیمتر (۳۱ اینچ) است و قد جنس مادهٔ آن ۷۵ سانتیمتر (۳۰ اینچ).